# Euriphene ituriensis
Euriphene ituriensis är en fjärilsart som beskrevs av Jackson och Francis Gard Howarth 1957. Euriphene ituriensis ingår i släktet Euriphene och familjen praktfjärilar. Inga underarter finns listade i Catalogue of Life.